# ليانة بدر
|سابقة تشريفية	=
|الاسم 	=ليانة بدر
|لاحقة تشريفية	=
|الاسم الأصلي	=
|الصورة	=
| الاسم عند الولادة	=
|تاريخ الولادة   =1950

|مكان الولادة    =القدس
|تاريخ الوفاة	=
|مكان الوفاة	=
|سبب الوفاة	=
|مكان الدفن	=
| معالم	=
| العرقية	=
| منشأ	=
|الإقامة	=
|الجنسية	=فلسطينية
|المدرسة الأم	=جامعة بيروت العربية
|المهنة	=روائية وقاصة وصحفية ومخرجة وكاتبة سيناريو
|سنوات النشاط	=
|أعمال بارزة	=
|تأثر بـ	=
|أثر في	=
|التلفزيون	=
|المنصب	=
|مؤسسة منصب	=
|بداية منصب	=
|نهاية منصب	=
|المدة	=
|سبقه	=
|خلفه	=
|الحزب 	=
|الديانة	=
|الزوج 	=ياسر عبد ربه
|الأبناء	=بشار عبد ربه
|الأب	=
|الأم	=
|الجوائز	=
|التوقيع	=
|الموقع الرسمي	=
}}
ليانة بدر (ولدت بالقدس سنة 1950) هي روائية وكاتبة قصة قصيرة وصحفية فلسطينية. حصلت على جائزة فلسطين للأدب لعام 2024.

## حياتها
ولدت ليانة بدر في القدس سنة 1950، وانتقلت مع عائلتها إلى أريحا، حيث كان والدها يعمل طبيبًا، ثم نزحت الأسرة إلى الأردن بعد الاحتلال الإسرائيلي سنة 1967، حيث التحقت بالجامعة الأردنية، لكنها لم تستكمل دراستها بها، ثم التحقت بجامعة بيروت العربية حيث حصلت على شهادة الليسانس في علم النفس العام.
عملت ليانة بدر صحفية في بيروت بين عامي 1975 و1982، وتزوجت من السياسي الفلسطيني ياسر عبد ربه، وانتقلت معه للعيش في دمشق حين خرجت منظمة التحرير الفلسطينية من بيروت سنة 1982، ثم انتقلت معه إلى تونس، قبل أن يستقر بهما المقام في رام الله سنة 1994.

## أعمالها الأدبية

### روايات
- بوصلة من أجل عباد الشمس (1979): صدرت ترجمتها الإنجليزية سنة 1989.[4]
- عين المرآة (1991): صدرت ترجمتها الإنجليزية سنة 1994.[4]
- نجوم أريحا (1993)

- سماء واحدة (2008): [5]

### مجموعات قصصية
- قصص الحب والمطاردة (1983).
- شرفة على الفكهاني (1983): صدرت ترجمتها الإنجليزية سنة 1993.[4]
- أنا أريد النهار (1985).
- جحيم ذهبي (1992).
- سماء واحدة (دار الساقي، بيروت، 2007).

### قصص أطفال
- رحلة في الألوان (دار الرواد، بيروت، 1981).
- فراس يصنع بحرًا (المؤسسة العربية للدراسات والنشر مع الورشة التجريبية العربية لكتب الأطفال في بيروت 1981).
- في المدرسة (دار الفتى العربي، بيروت، 1983).

### مجموعات شعرية
- زنابق الضوء.
- زمن الليل (دار الساقي، بيروت، 2008).[4]

## السينما
بعد انتقال ليانا بدر إلى رام الله عُينت مديرًا عامًا للسينما بوزارة الثقافة والإعلام التي كان زوجها يتولى حقيبتها في السلطة الوطنية الفلسطينية، فنسقت عددًا من المهرجانات السينمائية وأقامت ناديًا للسينما في مناطق الحكم الذاتي الفلسطيني. درست الإخراج السينمائي وكتابة السيناريو بعد توليها منصبها بوزارة الثقافة والإعلام، وأنتجت لها وزارة الثقافة والإعلام عددًا من الأفلام الوثائقية عن أوضاع الفلسطينيين تحت الاحتلال.

### أعمالها للسينما
- فدوى طوقان: شاعرة من فلسطين (1999؛ سيناريو وإخراج، 52 دقيقة): وهو أول أفلامها الوثائقية. وضع موسيقاه ابنها الأكبر بشار عبد ربه، وقام بالمونتاج قيس الزبيدي.[3]
- زيتونات (2001؛ سيناريو وإخراج، 37 دقيقة): تصوير عبد السلام شحادة، مونتاج قيس الزبيدي، موسيقى بشار عبد ربه.[3]
- الطير الأخضر (2002؛ سيناريو وإخراج، 37 دقيقة): تصوير مؤنس زحالقة، مونتاج فيليب هزو، موسيقى بشار عبد ربه.[3]
- القدس في يوم آخر أو عرس رنا (2002؛ قصة وسيناريو): إخراج هاني أبو أسعد؛ موسيقى بشار عبد ربه؛ إنتاج وزارة الإعلام والثقافة الفلسطينية بدعم من دولة الإمارات العربية المتحدة ومؤسسات أجنبية.[3]
- حصار (2003؛ سيناريو وتصوير وإخراج، 33 دقيقة): موسيقى بشار عبد ربه.[3]
- مفتوح.. مغلق (2006؛ إخراج، 42 دقيقة).[3]

## السياسة
شاركت بدر زوجها في التوقيع على وثيقة جنيف غير الرسمية المثيرة للجدل سنة 2003.

## روابط خارجية
- ليانة بدر على موقع IMDb (الإنجليزية)
- ليانة بدر على موقع أول موفي (الإنجليزية)
- ليانة بدر على موقع قاعدة بيانات الفيلم (الإنجليزية)
- ليانة بدر على موقع كينوبويسك (الروسية)